# Sig-Sauer P220
Le Sig-Sauer P220 (Dénomination militaire, pistolet 9 mm 1975) est un pistolet conçu et fabriqué en Suisse par  SIG. Il a également été produit et commercialisé par la société allemande Sauer & Sohn.

## Historique
Développé pour remplacer le Sig P210 par une arme moins chère, dotée d'un mécanisme double action et qui demeure aussi fiable et précise que son ancêtre, le Sig P220 a été adopté en 1975 par l'Armée suisse sous le nom de P75 (Pistolet 9 mm 75), dont il est notamment l'arme d'ordonnance des officiers et sous-officiers supérieurs. Plus tard d'autres forces armées et polices à travers le monde l'ont adopté.

## Description
Doté d'une carcasse en alliage d'aluminium injecté et d'une culasse en tôle emboutie, le P220 initialement chambré en 9 mm Parabellum, est chambré pour un nombre important de munitions : 7,65 mm Parabellum, .357 SIG (une version pour arme automatique du .357 Magnum), .38 Super Auto et .45 ACP.
Le P220 a également servi de base pour le développement de toutes les armes dont la désignation commence par P22 ainsi que du P239 et du P245.

## Données techniques du pistolet 1975
- Calibre : 9 mm (cart. 9 mm 41 pist.)
- Encombrement total : 210 mm
- Longueur : 198 mm
- Longueur du canon : 112 mm
- Hauteur : 143 mm
- Epaisseur : 34 mm
- Nombre de rayures : 6
- Longueur du pas des rayures : 250 mm
- Profondeur des rayures : 0,115 mm.
- Pression max. des gaz : 2 600 bar
- Vitesse initiale : 323 m/s.
- Magasin : 9 cartouches
- Longueur de la ligne de visée : 160 mm

## Réglage au tir
La distance pour le réglage au tir est de 25 mètres.
Il existe cinq hausses différentes : +, N+, normal, N-, -.
L'arme est réglée au tir « Point à viser = point d'impact ».
- Corrections latérales :

Le déplacement de la hausse de 1 mm modifie le point d'impact de 15,62 cm à 25 mètres. Si les touchés sont à gauche, déplacer la hausse à droite.
- Corrections en hauteur:

L'échange d'une hauteur de hausse modifie le point d'impact de 4,2 cm à 25 mètres. Si les touchés sont trop haut, monter une hausse avec une encoche plus profonde.

## Variantes
Le P220 connut plusieurs variantes, conservant ses dimensions (P220-1 et P220ST) ou les réduisant (P225 et P245)

### P220-1
C'est un P220 en .45 ou .38 dont le verrou de chargeur a été replacé derrière la branche inférieure du pontet pour satisfaire la clientèle nord-américaine.

### P220ST
C'est la version en acier inoxydable (culasse et carcasse) de la gamme. Il est plus lourd.

### P225
Version Police et compacte du P220. La capacité est réduite. Produit en 9 mm Para seulement de 1980 à 1996, il a été adopté sous le nom P6 par de nombreux services de Police en RFA et en Suisse. Il a été remplacé par le P226 puis le P229, toujours en 9mm, avec une capacité de chargeur de 13 cartouches + 1 dans la chambre.

### P245
Version raccourcie du P220-1 en .45 Auto uniquement. Il est principalement destiné au marché américain pour séduire les policiers en civil et les citoyens cherchant une arme facile à porter.

## Munitions
| Munition        | Longueur | Longueur du canon | Poids non chargé | Poids chargé | Capacité |
| 9 mm Parabellum | 198 mm   | 112 mm            | 750 g            | 918 g        | 9 coups  |
| .45ACP          | 198 mm   | 112 mm            | 730 g            | 951 g        | 7 coups  |
| 7,65 Parabellum | 198 mm   | 112 mm            | 765 g            | 941 g        | 9 coups  |
| .357 Sig        | 198 mm   | 112 mm            | 765 g            | 940 g        | 9 coups  |

## Diffusion
- En Europe :
  -  Suisse : armée, polices et douanes, en remplacement du Sig P210, pour un total de plus de 160 000 PA.
  -  Vatican : Garde suisse pontificale.
- En Afrique : 
  -  Botswana
  -  Burkina Faso
  -  Côte d'Ivoire
  -  Sénégal
  -  Eswatini
  -  Tanzanie
- En Amérique :
  -  États-Unis : Police.  Il figurait sur la liste des armes de poing autorisées aux agents du Federal Bureau of Investigation et armait la SWAT Team du Département de police de San Franscico.
  -  Paraguay
  -  Uruguay
- En Asie :
  -  Abou Dabi
  -  Japon : Forces japonaises d'autodéfense. Fait sous licence par Minebea sous le nom de Minebea P9.
  -  Singapour
  -  Thaïlande